# نبرد هجلی مور
نبرد هجلی مور (انگلیسی: Battle of Hedgeley Moor) یک نبرد از سری جنگ‌های مشهور به جنگ رزها می‌باشد که در تاریخ ۲۵ آوریل سال ۱۴۶۴ به وقوع پیوست. مکان وقوع نبرد، هجلی مور در شمال روستای گلانتون در نورث‌آمبرلند انگلستان می‌باشد. در این درگیری ارتش یورک‌ها به رهبری جان نویل، نخستین مارکی مونتگو توانست ارتش لنکسترها به رهبری هنری بوفورت، سومین دوک سامرست را شکست دهد و در نهایت این نبرد با پیروزی یورک‌ها به پایان رسید.